# Подлесе-Високе
Подлесе-Високе (пол. Podlesie Wysokie) — село в Польщі, у гміні Месцисько Вонґровецького повіту Великопольського воєводства.
Населення — 146 осіб (2011).
У 1975-1998 роках село належало до Познанського воєводства.

## Демографія
Демографічна структура станом на 31 березня 2011 року:
|          | Загалом | Допрацездатний вік | Працездатний вік | Постпрацездатний вік |
| -------- | ------- | ------------------ | ---------------- | -------------------- |
| Чоловіки | 73      | 16                 | 53               | 4                    |
| Жінки    | 73      | 16                 | 42               | 15                   |
| Разом    | 146     | 32                 | 95               | 19                   |